# Snöveltorp
Snöveltorp – miejscowość (tätort) w Szwecji, w regionie administracyjnym (län) Östergötland, w gminie Söderköping.
Według danych Szwedzkiego Urzędu Statystycznego liczba ludności wyniosła: 423 (31 grudnia 2015), 462 (31 grudnia 2018) i 469 (31 grudnia 2019).